# Pius N’Diefi
Pius Sielenu N’Diefi (* 5. Juli 1975 in Buea-Douala, Kamerun) ist ein ehemaliger kamerunischer Fußballnationalspieler.

## Verein
Er spielte auf der Position des Stürmers und gab am 3. Dezember 1993 bei der 0:2-Auswärtsniederlage gegen Racing Straßburg sein Debüt für den RC Lens in der Ligue 1. 
Mit seinem damaligen Verein CS Sedan Ardennes stand er im Endspiel des französischen Pokalwettbewerbs 1998/99, welches mit 0:1 gegen den FC Nantes verloren ging. N’Diefi wurde in der 61. Minute für Bruno Pabois eingewechselt.
Es folgten weitere Stationen in Katar, Belgien und auf Réunion, ehe er nach Frankreich zurückkehrte und 2012 beim unterklassigen Verein AS Fresnoy-le-Grand seine Karriere beendete. 

## Nationalmannschaft
N’Diefi war Mitglied der kamerunischen Fußballnationalmannschaft, für die er zwischen 2000 und 2005 31 Länderspiele absolvierte.
Im Jahr 2002 konnte er mit Kamerun den Afrika-Cup gewinnen und war zudem Teil des Kaders bei der Weltmeisterschaft in Japan und Südkorea. Ein Jahr später stand er mit der Nationalmannschaft seines Heimatlandes zudem im Finale um den Konföderationen-Cup, das Kamerun mit 0:1 gegen Frankreich verlor.

## Erfolge
- Teilnahme an
  - U20-Weltmeisterschaft 1993 (3 Spiele, 0 Tore)
  - Konföderationen-Pokal 2001 (1 Spiel, 0 Tore)
  - Fußball-Weltmeisterschaft 2002 (1 Spiel, 0 Tore)
  - Konföderationen-Pokal 2003 (3 Spiele, 0 Tore)
  - Fußball-Afrikameisterschaft 2004
- Sieg bei
  - Fußball-Afrikameisterschaft 2002